# 한강로 쌍용 스윗닷홈
한강로 쌍용 스윗닷홈(영어: Hangangro Ssangyong Sweet Dothome)은 대한민국 서울특별시 용산구 한강로3가에 위치한 주거시설 아파트 단지다.